# 力真樹
力真 樹（りきしん たつき、1995年10月7日 - ）は、熊本県球磨郡多良木町出身で立浪部屋に所属した元大相撲力士。本名は久保田 樹（くぼた たつき）。現役時代の体格は身長190cm、体重160kg、血液型はO型。最高位は東十両10枚目（2017年5月場所）。力任せな相撲が持ち味で、柔らかさで勝負する同部屋の明生とは対照的であった。若年での出世と恵まれた体格から大いに将来を嘱望されたが、度重なる怪我に泣き21歳の若さで現役生活を終えた。現在は横浜市保土ケ谷区の天王町にある「ダイニングバーJOGO（ジョーゴ）」にて店長を勤めている。

## 来歴
久保田少年は多良木町立黒肥地小学校3年生の時に柔道を始めた。しかし稽古相手が辞めてしまったことで自身も5年生の時に一度辞め、多良木町立多良木中学校に進学してから再開した。中学校時代は3年間柔道部に所属したが、2年生の時に大相撲の立浪親方（元小結・旭豊）が勧誘に訪れたことで、柔道の強豪高校からの推薦入学の話も断って裸一貫で勝負できる世界へ身を置くことを決めた。入門前の相撲経験は小学校1年次から全校生徒が参加する地域の大会に年1回出場していた程度であった。
時は大相撲八百長問題などの不祥事に揺れた頃であり、新弟子検査を受けても初土俵を踏むはずの本場所が中止になっている頃であったが、立浪部屋に入門し、2011年5月技量審査場所で初土俵を踏んだ。この場所で取った前相撲は二番出世であった。同期生には同部屋で同学年の明生のほか、千代大龍、照ノ富士、常幸龍、白鷹山らがいる。初土俵を踏んだ時から「力真」を名乗ったが、この四股名は後援者の企業が販売している人形の「りきしん」に因んでいる。
2011年は7月場所で序ノ口に昇進し、続く9月場所で序二段に昇進した。この頃は、同期の明生が着実に番付を上げる様子を目の当たりにしながら、なかなか相撲に打ち込むことができずに結局1年以上も序二段で取ることになった。2013年1月場所で三段目に昇進すると、同年7月場所では6勝1敗の好成績を挙げたが、続く9月場所では自己最高位で初めての休場を経験した。2014年に入ると3月場所で6勝1敗の好成績を挙げて、翌5月場所でも勝ち越したことで、続く7月場所では18歳で新幕下に昇進した。すると鬼嵐、鳰の湖ら関取経験者にも勝利し、最後の7番目では勝てば幕下優勝の一番で舛ノ湖に勝って新幕下での幕下優勝を果たした。10代の新幕下が全勝優勝を遂げるのは、富樫（後の第47代横綱・柏戸）と貴花田（後の第65代横綱・貴乃花）に次ぐ3人目の快挙であった。この頃には貴乃花部屋や伊勢ヶ濱部屋などへの出稽古を重ねて関取衆や幕下の強豪力士とも稽古を積んでいたが、一気に幕下1桁台の番付まで上げた9月場所からは2場所連続の負け越しとなった。2015年は1月場所から11月場所まで全て1番目の相撲で黒星となったが、9月場所では2番目からの6連勝で6勝1敗となり、幕下の優勝決定戦に進出している。10場所ぶりに1番目から白星となった2016年3月場所で再び6勝1敗の好成績を挙げると、幕下上位の関取も見える番付で5月場所から勝ち越しを続けた。9月場所では自己最高位となる西幕下5枚目で5勝2敗を挙げたが、東幕下3枚目で4勝3敗だった明生と十両の枠を争うことになり、続く11月場所では明生が新十両となる西十両14枚目で、力真はわずか半枚の差で関取の座を手にすることはできず東幕下筆頭となった。後援者からはまだ関取に上がっていない自身の化粧廻しまで一緒に製作したことを伝えられる。など、周囲からの発破もかけられながら臨んだその場所では土つかずの4連勝発進としたことで、21歳での新十両昇進を確実とした（最終成績は6勝1敗）。そして場所後の番付編成会議にて、2017年1月場所での新十両昇進が正式に決定した。初土俵から5年半で新十両を決めた力真は、福岡県太宰府市内で記者会見し「うれしいというのもあったし、またここからスタートという気持ち」と緊張した面持ちで話した。同じ立浪部屋で同期の明生が1場所先に関取となり「番付を抜いてやろうと思っていた」とライバル心を力に変えた形であった。力真は「親方の番付を超すこと」を目標に掲げたが、師匠の立浪は「これから努力しないと。全然足りない」とハッパを掛けた。
新十両となった2017年1月場所は千秋楽に勝ち越しをかけたが負けて7勝8敗に終わり、十両残留こそ決定的にしたが勝ち越しはならなかった。続く3月場所では自身初めて十両の地位で勝ち越し、千秋楽まで優勝争いに絡んで9勝6敗の成績だった。4月13日の春巡業川崎場所では貴ノ岩の胸を借りてぶつかり稽古を行ったが、15分に及ぶぶつかり稽古により過呼吸になった。20日の柏場所では稽古後に川崎場所で訴えたのと同様の体調不良（過呼吸と推測される）を訴え、救急車で柏市内の病院へ緊急搬送された。巡業の激しい稽古で士気を削がれたのか、5月場所と7月場所を連続して負け越し、十両の座は4場所で明け渡すに至った。
幕下に落ちた9月場所は初日から休場した。7月場所後に膝の手術を受けたためだが、相撲を取れるまでに回復するのが難しい状況であったため、この場所限りで引退することになり、14日目の9月23日に日本相撲協会から引退届を提出したことが発表された。

## エピソード
- 2017年1月場所は初日の十両土俵入りの際にワンテンポ早く手を叩くという所作のミスを見せている[12]。
- 部屋のある茨城県との繋がりとしては、つくば市の廃棄物処理業者「日昇つくば」から化粧廻しを贈られていた[13]。
- 現役引退時に所有していた締め込みの1本を、引退後に兄弟子の天空海に譲っている。ライムグリーンのまわしで、自身の現役時には使用しなかったものを「十両に上がったら締めて下さい」と言って譲ったもので、天空海は2018年9月場所でその締め込みを使用した[14]。因みに初めて天空海がこれを使用した場所は3勝9敗3休で幕下に逆戻りと振るわなかった[15]。

## 主な成績
- 通算成績：158勝126敗14休  勝率.556
- 十両成績：26勝34敗  勝率.433
- 現役在位：38場所
- 十両在位：4場所
- 各段優勝
  - 幕下優勝：1回（2014年7月場所）

### 場所別成績
| | 一月場所 初場所（東京） | 三月場所 春場所（大阪） | 五月場所 夏場所（東京） | 七月場所 名古屋場所（愛知） | 九月場所 秋場所（東京）  | 十一月場所 九州場所（福岡） |
| --- | ----------------------- | ----------------------- | ----------------------- | --------------------------- | ------------------------ | --------------------------- |
| 2011年 （平成23年） | x                       | 八百長問題 により中止   | （前相撲）              | 東序ノ口11枚目 4–3          | 西序二段80枚目 2–5       | 東序二段98枚目 5–2          |
| 2012年 （平成24年） | 西序二段53枚目 4–3      | 東序二段28枚目 3–4      | 西序二段52枚目 4–3      | 東序二段27枚目 4–3          | 西序二段6枚目 3–4        | 東序二段25枚目 5–2          |
| 2013年 （平成25年） | 東三段目90枚目 4–3      | 西三段目70枚目 5–2      | 東三段目39枚目 2–5      | 西三段目63枚目 6–1          | 東三段目8枚目 休場 0–0–7 | 西三段目68枚目 4–3          |
| 2014年 （平成26年） | 東三段目52枚目 3–4      | 西三段目65枚目 6–1      | 東三段目11枚目 5–2      | 東幕下50枚目 優勝 7–0       | 東幕下6枚目 2–5          | 西幕下16枚目 2–5            |
| 2015年 （平成27年） | 東幕下36枚目 5–2        | 西幕下24枚目 3–4        | 東幕下34枚目 4–3        | 西幕下26枚目 3–4            | 東幕下36枚目 6–1         | 西幕下14枚目 3–4            |
| 2016年 （平成28年） | 西幕下23枚目 3–4        | 東幕下31枚目 6–1        | 東幕下10枚目 4–3        | 東幕下8枚目 4–3             | 西幕下5枚目 5–2          | 東幕下筆頭 6–1              |
| 2017年 （平成29年） | 西十両12枚目 7–8        | 西十両13枚目 9–6        | 東十両10枚目 6–9        | 西十両13枚目 4–11           | 東幕下6枚目 引退 0–0–7   | x                           |
| 各欄の数字は、「勝ち-負け-休場」を示す。 優勝 引退 休場 十両 幕下 三賞：敢=敢闘賞、殊=殊勲賞、技=技能賞 その他：★=金星 番付階級：幕内 - 十両 - 幕下 - 三段目 - 序二段 - 序ノ口 幕内序列：横綱 - 大関 - 関脇 - 小結 - 前頭（「#数字」は各位内の序列） |                         |                         |                         |                             |                          |                             |

## 改名歴
- 力真 樹（りきしん たつき）2011年5月技量審査場所 - 2017年9月場所

## 関連記事
- 大相撲力士一覧